# أليس وايتمور
أليس سيجرز وايتمور عالمة وبائيات أمريكية وإحصائية حيوية تدرس تأثيرات علم الوراثة وأسلوب الحياة على السرطان، بعد أن عملت في وقت سابق كعالمة رياضيات بحتة تدرس نظرية الزمر. تعمل كأستاذة للبحوث والسياسات الصحية وعلم البيانات الطبية الحيوية في جامعة ستانفورد، وشغلت منصب رئيس الجمعية الدولية للقياسات الحيوية.

## التعليم والمسار المهني
درست أليس في الأصل الرياضيات البحتة. حصلت على درجة البكالوريوس من كلية ماريماونت مانهاتن، وحصلت على درجة الدكتوراه في عام 1967 من جامعة مدينة نيويورك مع أطروحة حول مجموعات فراتيني الفرعية تحت إشراف جيلبرت بومسلاغ.
وبصفتها أستاذة للرياضيات في كلية هانتر، أصبحت مهتمة بعلم الأوبئة والإحصاء، وأخذت زمالة في جامعة نيويورك لإتمام هذا التحول في الاهتمامات، تحت إشراف جوزيف كيلر. وتزوج كيلر واويتمور وانتقلا معًا إلى ستانفورد في عام 1978. هناك أصبحت أليس أستاذة في قسم البحوث والسياسات الصحية. كانت رئيسة قسم علم الأوبئة هناك من عام 1997 إلى عام 2001، ثم أصبحت فيما بعد رئيسًا مشاركًا للقسم. وتوفي جوزيف كيلر في عام 2016.

## إسهامات
وجدت إحدى دراسات أليس وجود صلة بين أدوية الخصوبة وسرطان المبيض، خاصةً بين النساء اللواتي عولجن بالعقاقير لكنهن لم يوفقن في الإنجاب.

## جوائز وتكريمات
في عام 1992، تم انتخاب أليس لزمالة في الجمعية الأمريكية لتقدم العلوم. وهي أيضًا زميلة في الجمعية الأمريكية للإحصاء، وعضو في الأكاديمية الوطنية للطب.
في عام 2004، حصلت على جائزة جانيت إل نوروود لإنجازها المتميز لامرأة في العلوم الإحصائية. زفي عام 2010، منحها قسم الإحصاء في علم الأوبئة التابع للجمعية الأمريكية للإحصاء جائزة Nathan Mantel Lifetime Achievement.
كما حصلت على جائزة لجنة رؤساء الجمعيات الإحصائية فلورنس نايتنجيل ديفيد في عام 2005  وجائزة المحاضرة آر إيه فيشر في عام 2016 «لمساهماتها الأساسية في الإحصاء الحيوي وعلم الأوبئة، والتي تغطي مجموعة واسعة من الموضوعات من تقييم المخاطر البيئية إلى الروابط الجينية التحليل ودراسات الارتباط الجيني وعلم الأوبئة السرطانية ؛ ولجلب رؤيتها الإحصائية والرياضية للتأثير على جمع البيانات العلمية وتفسيرها ؛ لقيادتها في اتحادات كبيرة لدراسات السرطان ؛ وكونها نموذجًا يحتذى به للعديد من العلماء الشباب».